# Майкъл Бийн
Майкъл Бийн (на английски: Michael Biehn) е американски актьор, известен с участието си в научнофантастични филми. Най-известните му роли са от култовите филми на Джеймс Камерън – „Терминаторът“, „Пришълци“, „Бездната“ и филма на Джордж Косматос – „Тумбстоун“.
През 1991 година Бийн се снима в епизод от филма „Терминатор 2: Денят на страшния съд“, но след монтирането на филма този епизод отпада (може да се види в режисьорската версия на филма).

## Биография
Бийн е роден и живее в щата Аризона, където завършва местен университет по драматично изкуство. В средата на 70-те години на ХХ век Бийн се премества в Лос Анджелис, където работи като фотомодел, снима се в реклами и малки телевизионни сериали.

## Избрана филмография
- Брилянтин (1978)
- Терминаторът (1984)
- Пришълците (1986)
- Седмият знак (1988)
- Бездната (1989)
- Терминатор 2: Денят на страшния съд (1991)
- Примка (1993)
- Тумбстоун (1993)
- Скалата (1996)
- Пустинна луна (1996)
- Астероид (1997)
- Планът на Сюзан (1998)
- Водопади от кръв (1999)
- Изкуството на войната (2000)
- Мегидо (2001)
- Да спреш времето (2002)
- Гранично състояние (2002)
- Бибрутално (2007)
- Стилето (2008)
- Спасяването на Грейс Б. Джоунс (2009)
- Кървави улици (2009)
- Психиатрия 9 (2010)
- Купонът на живота ти (2011)
- Кралят на скорпионите 4: Походът на силата (2015)